# Jonas Rutsch
Jonas Rutsch (* 24. Januar 1998 in Erbach) ist ein deutscher Radrennfahrer.

## Sportliche Laufbahn
Jonas Rutsch begann mit dem Radsport im Alter von zehn Jahren auf dem Mountainbike, auch fuhr er Querfeldeinrennen. 2010 entschied er die Gesamtwertung der International Kids Tour in Berlin für sich. 2012 wurde er deutscher U15-Meister im Straßenrennen.
Für 2017 erhielt Rutsch einen Vertrag beim Team Lotto–Kern Haus; das Team mit Rutsch, Joshua Huppertz, Julian Braun, Raphael Freienstein, Christopher Hatz und Joshua Stritzinger wurde deutscher Meister im Mannschaftszeitfahren. Bei den Boucles de la Mayenne belegte er 2018 Platz zehn, bei Eschborn–Frankfurt belegte er im U23-Rennen Platz zwei. Im selben Jahr wurde er deutscher Vize-Meister im Straßenrennen der U23 sowie deutscher U23-Bergmeister und gewann Rund um Düren.
Bei der International Tour of Rhodes 2019 wurde Jonas Rutsch Sechster der Gesamtwertung und gewann die Nachwuchswertung. Sein bis dahin größter Erfolg war sein folgender Sieg beim UCI-Nations’-Cup-U23-Rennen Kattekoers-Ieper, der U23-Austragung des Frühjahrsklassikers Gent–Wevelgem. Ebenfalls 2019 wurde er jeweils Achter bei Rund um Köln sowie bei der Luxemburg-Rundfahrt.
Im Sommer 2019 unterschrieb Rutsch für Saisons 2020 und 2021 einen Vertrag beim UCI WorldTeam EF Education First. 2021 startete er bei der Tour de France, seiner ersten Grand Tour. Über seine dortigen Erlebnisse berichtete er in einem Artikel der FAZ. Im Oktober des Jahres wurde er bei Paris–Roubaix Elfter. Im Jahr darauf belegte er nach überstandener Corona-Infektion bei diesem seinem „Lieblingsrennen“ Platz 74. 2025 beendete er Paris-Roubaix auf dem 6. Platz.

## Berufliches
Jonas Rutsch ist Mitglied der Sportfördergruppe der hessischen Polizei und studiert an der hessischen Polizeihochschule (Stand 2020).

## Erfolge
2017
- Deutscher Meister – Mannschaftszeitfahren

2018
- Deutscher U23-Bergmeister

2019
- Nachwuchswertung International Tour of Rhodes
- Kattekoers-Ieper (U23)
- Gesamtwertung Rad-Bundesliga

## Wichtige Platzierungen
| Grand Tour            | 2020 | 2021 | 2022 | 2023 | 2024 | 2025 |
| --------------------- | ---- | ---- | ---- | ---- | ---- | ---- |
| Giro d’ItaliaGiro     | –    | –    | –    | –    | –    | –    |
| Tour de FranceTour    | –    | 55   | 93   | –    | –    | 128  |
| Vuelta a EspañaVuelta | –    | –    | –    | –    | –    |      |

| Monument                 | 2020 | 2021 | 2022 | 2023 | 2024 | 2025 |
| ------------------------ | ---- | ---- | ---- | ---- | ---- | ---- |
| Mailand–Sanremo          | –    | –    | 87   | 126  | 92   | 38   |
| Flandern-Rundfahrt       | 91   | DNF  | 89   | 29   | 35   | 33   |
| Paris–Roubaix            | –    | 11   | 74   | 33   | DNF  | 6    |
| Lüttich–Bastogne–Lüttich | –    | –    | –    | –    | –    | –    |
| Lombardei-Rundfahrt      | –    | –    | –    | –    | –    |      |